# Attila Miklósházy
Attila Miklósházy (Diósgyőr, 5 aprile 1931 – Pickering, 28 dicembre 2018) è stato un vescovo cattolico ungherese.

## Biografia
Monsignor Attila Miklósházy nacque a Diósgyőr, oggi parte di Miskolc, il 5 aprile 1931.

### Formazione e ministero sacerdotale
Completò gli studi secondari alle scuole di grammatica "Ferenc György" di Miskolc e "Szent István" di Kalocsa. In quest'ultima nel 1949 conseguì il diploma.
Il 4 agosto 1949 entrò nella Compagnia di Gesù. Il 1º gennaio 1952 emise la prima professione. Dopo la dispersione dell'ordine nel paese avvenuta nei primi anni '50, studiò filosofia all'Accademia di teologia di Budapest dal 1952 al 1956. Operò presso l'ospedale "Santo Stefano" di Budapest dal 1953 al 1955.
Dopo la rivoluzione del 1956 emigrò in Occidente. Completò gli studi di filosofia e teologia nella Germania Ovest e poi a Toronto, in Canada.
Il 18 giugno 1961 fu ordinato presbitero dal cardinale James Charles MacGuigan. Dal 1963 al 1964 insegnò teologia al Loyola College di Montréal. Il 15 agosto 1966 emise la professione solenne. Dal 1967 al 1974 fu professore di teologia al Regis College di Toronto. Durante questo periodo conseguì il dottorato in teologia presso la Pontificia Università Gregoriana di Roma con una tesi sulla pneumatologia eucaristica della Siria orientale. Dal 1974 al 1984 insegnò teologia all'University of St. Michael's College. Dal 1984 al 1996 fu decano del seminario "Sant'Agostino" di Toronto.

### Ministero episcopale
Il 12 agosto 1989 papa Giovanni Paolo II lo nominò incaricato dell'assistenza spirituale degli emigrati ungheresi e vescovo titolare di Castel Minore. Ricevette l'ordinazione episcopale il 4 novembre successivo nella cattedrale di San Michele a Toronto dal cardinale Gerald Emmett Carter, arcivescovo metropolita di Toronto, co-consacranti l'arcivescovo coadiutore di Toronto Aloysius Matthew Ambrozic e l'arcivescovo Lajos Kada, segretario della Congregazione per il culto divino e la disciplina dei sacramenti.
Durante il suo episcopato visitò numerose chiese degli ungheresi di rito latino, cercando di curare l'offerta pastorale sempre più ardente. Partecipò all'attuazione del rinnovamento liturgico post-conciliare. Fu infatti membro del consiglio liturgico nazionale canadese e della Società liturgica canadese. Per quindici anni partecipò al dialogo teologico anglicano/romano-cattolico in Canada. Dopo il suo ritiro dagli incarichi di docente di teologia sistematica e liturgia proseguì i suoi compiti episcopali continuando a visitare le varie comunità ungheresi in tutto il mondo.
Il 5 aprile 2006 papa Benedetto XVI accettò la sua rinuncia all'incarico per raggiunti limiti di età. Gli succedette monsignor Ferenc Cserháti, vescovo ausiliare di Esztergom-Budapest.
Trascorse il suo tempo negli ultimi anni traducendo testi gesuiti e discorsi di papa Francesco in ungherese. L'opera di monsignor Miklósházy fu ammirata, amata e apprezzata da molti.
Morì presso la René Goupil House di Pickering, un'infermeria di gesuiti anziani, il 28 dicembre 2018 all'età di 87 anni. Le esequie si tennero il 3 gennaio nella cattedrale di San Michele a Toronto. Alle 12:30 circa dello stesso giorno fu sepolto nel seminario "Sant'Agostino" di Toronto.

## Opere
- East-Syrian eucharistic pneumatology, Roma, Typis Pontificiae Universitatis Gregorianae, 1968
- Benedicamus Domino. Áldjuk az Urat! A liturgikus megújulás teológiai alapjai, Eisenstadt, Prugg, 1984
- Benedicamus Domino! Let us bless the Lord! The theological foundations of the liturgical renewal, Toronto, Novalis, 2001
- A tengerentúli emigráns magyar katolikus egyházi közösségek története Észak- és Dél-Amerikában, valamint Ausztráliában, összeáll. Miklósházy Attila, s.n., Toronto, 2005
- The origin and development of the Christian liturgy according to cultural epochs. Political, cultural, and ecclesial backgrounds. History of the liturgy, Lewiston–Queenston–Lampeter, Edwin Mellen Press, 2006
- A tengerentúli emigráns magyar katolikus egyházi közösségek története Észak- és Dél-Amerikában, valamint Ausztráliában, 1-5., összeáll. Miklósházy Attila, sajtó alá rend. Ligeti Angelus, Kiss G. Barnabás, Szent István Társulat, Bp., 2008
- Magyar jezsuiták a nagyvilágban. A magyar rendtartomány külföldi részlegének (Sectio II) vázlatos története, 1949-1989-(2009), összeáll. Miklósházy Attila, Torontó–Bp., Jézus Társasága Magyarországi Rendtartománya, 2009 (Anima una-könyvek)
- Egy szív, egy lélek. Kipke Tamás és Elmer István beszélgetése Miklósházy Attilával, a külföldön élő magyarok nyugalmazott püspökével, Szent István Társulat, Bp., 2009 (Pásztorok)
- Találkozás és beszélgetés az élő Istennel. Bevezetés az eucharisztia titkába és a zsolozsmaimádság világába, Szent Gellért, Bp., 2009
- Jézus Szíve lelkiség a 21. században, Toronto, Print Three, Toronto, 2010
- XVI. Benedek pápa: Az imádkozó ember. II. rész. A szerdai általános kihallgatások katekézisei. 2011. november 30-tól 2012. október 3-ig; ford. Miklósházy Attila, Miklósházy Attila, Bp.–Torontó, 2013

## Genealogia episcopale
La genealogia episcopale è:
- Cardinale Scipione Rebiba
- Cardinale Giulio Antonio Santori
- Cardinale Girolamo Bernerio, O.P.
- Arcivescovo Galeazzo Sanvitale
- Cardinale Ludovico Ludovisi
- Cardinale Luigi Caetani
- Cardinale Ulderico Carpegna
- Cardinale Paluzzo Paluzzi Altieri degli Albertoni
- Papa Benedetto XIII
- Papa Benedetto XIV
- Cardinale Enrico Enriquez
- Arcivescovo Manuel Quintano Bonifaz
- Cardinale Buenaventura Córdoba Espinosa de la Cerda
- Cardinale Giuseppe Maria Doria Pamphilj
- Papa Pio VIII
- Papa Pio IX
- Cardinale Alessandro Franchi
- Cardinale Giovanni Simeoni
- Cardinale Antonio Agliardi
- Cardinale Basilio Pompilj
- Cardinale Adeodato Piazza, O.C.D.
- Cardinale Paul-Émile Léger, P.S.S.
- Cardinale Gerald Emmett Carter
- Vescovo Attila Miklósházy, S.I.